# The Highwaymen
The Highwaymen foi um supergrupo estadunidense de música country, composto por quarto notórios nomes do gênero: Johnny Cash, Waylon Jennings, Willie Nelson e Kris Kristofferson. Entre 1985 e 1995, o grupo gravou três álbuns, dois pela Columbia Records e um pela Liberty Records . Seus trabalhos na Columbia renderam três singles que figuraram em paradas, incluindo "Highwayman", que atingiu o topo em 1985.

## Discografia

### Álbuns de estúdio
| Título                                              | Detalhes do álbum                                                          | Maior colocação nas paradas | Maior colocação nas paradas | Maior colocação nas paradas | Maior colocação nas paradas | Maior colocação nas paradas | Maior colocação nas paradas | Certificações (limite de vendas) |
| Título                                              | Detalhes do álbum                                                          | Country dos EUA             | EUA                         | AUS                         | CAN Country                 | DIN                         | NOR                         | Certificações (limite de vendas) |
| --------------------------------------------------- | -------------------------------------------------------------------------- | --------------------------- | --------------------------- | --------------------------- | --------------------------- | --------------------------- | --------------------------- | -------------------------------- |
| Highwayman                                          | - Data de lançamento: maio de 1985 - Gravadora: Columbia Records           | 1                           | 92                          | 23                          | -                           | -                           | -                           | - EUA : Platina - CAN : Gold     |
| Highwayman 2                                        | - Data de lançamento: 9 de fevereiro de 1990 - Gravadora: Columbia Records | 4                           | 79                          | 9                           | -                           | -                           | -                           | - AUS : Platinum                 |
| The Road Goes on Forever                            | - Data de lançamento: 4 de abril de 1995 - Gravadora: Liberty Records      | 42                          | -                           | 46                          | 10                          | 8                           | 11                          |                                  |
| "-" indica lançamentos que não apresentaram gráfico |                                                                            |                             |                             |                             |                             |                             |                             |                                  |

### Coletâneas
| Título                                                                        | Detalhes do álbum                                                         | Maior colocação nas paradas | Maior colocação nas paradas | Vendas        |
| Título                                                                        | Detalhes do álbum                                                         | Country dos EUA             | AUS                         | Vendas        |
| ----------------------------------------------------------------------------- | ------------------------------------------------------------------------- | --------------------------- | --------------------------- | ------------- |
| The Highwaymen Ride Again (importado exclusivo da Grécia e dos Países Baixos) | - Data de lançamento: 11 de junho de 1995 - Gravadora: Columbia Records   | -                           | -                           |               |
| Highwayman Super Hits                                                         | - Data de lançamento: 2 de março de 1999 - Gravadora: Columbia Records    | -                           | -                           |               |
| Country Legends                                                               | - Data de lançamento: 2005 - Rótulo: DeLuxe Holland                       | -                           | -                           |               |
| The Essential Highwaymen                                                      | - Data de lançamento: 26 de outubro de 2010 - Gravadora: Columbia Records | -                           | -                           |               |
| Live: American Outlaws                                                        | - Data de lançamento: 20 de maio de 2016 - Gravadora: Legacy Recordings   | 16                          | 89                          | - US: 12.500  |
| The Very Best of the Highwaymen                                               | - Data de lançamento: 20 de maio de 2016 - Gravadora: Legacy Recordings   | 22                          | -                           | - EUA: 48.900 |
| "-" indica lançamentos que não figuraram nas paradas                          |                                                                           |                             |                             |               |

### Singles
| Ano                                                 | Single                               | Maior colocação nas paradas | Maior colocação nas paradas | Maior colocação nas paradas | Maior colocação nas paradas | Álbum                               |
| Ano                                                 | Single                               | Country dos EUA             | AUS                         | CAN Country                 | CAN AC                      | Álbum                               |
| --------------------------------------------------- | ------------------------------------ | --------------------------- | --------------------------- | --------------------------- | --------------------------- | ----------------------------------- |
| 1985                                                | "Highwayman"                         | 1                           | 98                          | 1                           | 19                          | Highwayman                          |
| 1985                                                | "Desperados Waiting for a Train""    | 15                          | -                           | 20                          | -                           | Highwayman                          |
| 1990                                                | "Silver Stallion"                    | 25                          | -                           | 21                          | -                           | Highwayman 2                        |
| 1990                                                | "Born and Raised in Black and White" | - A                         | -                           | -                           | -                           | Highwayman 2                        |
| 1990                                                | "American Remains"                   | -                           | -                           | -                           | -                           | Highwayman 2                        |
| 1995                                                | "It Is What It Is"                   | -                           | -                           | -                           | -                           | The Road Goes on Forever            |
| 2005                                                | "If He Came Back Again"              | -                           | -                           | -                           | -                           | The Road Goes on Forever (reedição) |
| "-" indica lançamentos que não apresentaram gráfico |                                      |                             |                             |                             |                             |                                     |

Notas:
- A "Born and Raised in Black and White" não chegou às paradas de sucesso no Hot Country Songs, mas alcançou o primeiro lugar na Hot Country Radio Breakouts.[15]

## Videografia

### Videoclipes
| Ano  | Título               | Diretor         |
| ---- | -------------------- | --------------- |
| 1985 | "Highwayman"         | Peter Israelson |
| 1990 | "Silver Stallion"    | Jon Small       |
| 1995 | "It Is What It Is"   | Lowe / Don Was  |
| 2016 | "Good Hearted Woman" | Jon Small       |

### Álbuns de vídeo
- Highwaymen Live! (filmado em 1990 no Nassau Coliseum, lançado em 1991 em VHS )
- On the Road Again (filmado em 1992 em Aberdeen, Escócia, lançado em 2003 em DVD )
- The Highwaymen Live: American Outlaws (um relançamento do concerto Nassau Coliseum de 1990, remasterizado do filme original de 16 mm e lançado em 2016 em DVD e Blu-ray )[17]